# Alfa Lupi
Alfa Lupi (α Lupi, α Lup) je nejjasnější hvězda v souhvězdí Vlka. Nachází se asi 460 světelných let od Země a jde o jednu z nejbližších hvězd, které jsou kandidáty na výbuch supernovy. Pro její deklinaci jižně od -47° ji nelze pozorovat ve střední Evropě. 

## Vlastnosti
α Lup je obr spektrální třídy B1,5 asi desetkrát hmotnější než Slunce, ovšem sluneční zářivost převyšuje 25 000krát; efektivní povrchová teplota je 21 820 K. V roce 1956 bylo zjištěno, že se jedná o proměnnou hvězdu typu Beta Cephei, perioda změn jasnosti je 0,29 585 dne a velikost změn kolem 0,05 hvězdné velikosti, tedy kolem 5 procent.
26" od této hvězdy se nachází hvězda 14. hvězdné velikosti, která bývá spolu s ní uváděna v katalozích dvojhvězd, ovšem zřejmě je to jen optický průvodce.
R. H. Allen ve své knize Star Names: Their Lore and Meaning (1899) navrhl, že babylonské jméno hvězdy bylo „Kakkab Su-gub Gud-Elim“.